# Power Plant (discothèque)
Le Power Plant était une discothèque située à Chicago aux États-Unis. Le club fut inauguré en 1982 sous la direction de son DJ résident, Frankie Knuckles.
Le Power Plant fut ainsi le successeur du Warehouse et le concurrent du Music Box, dont Ron Hardy était le DJ résident. 